# Dmytro Tiapuszkin
Dmytro Albertowycz Tiapuszkin, ukr. Дмитро Альбертович Тяпушкін, ros. Дмитрий Альбертович Тяпушкин, Dmitrij Albiertowicz Tiapuszkin (ur. 6 listopada 1964 w Wolsku w obwodzie saratowskim, Rosyjska FSRR) – ukraiński piłkarz pochodzenia rosyjskiego, grający na pozycji bramkarza, reprezentant Ukrainy, trener piłkarski. Wcześniej posiadał obywatelstwo rosyjskie.

## Kariera piłkarska

### Kariera klubowa
W 1983 rozpoczął karierę piłkarską w klubie Eniergija Krasnojarsk, skąd w następnym sezonie przeszedł do Awtomobilista Krasnojarsk. Po dwóch latach przerwy w 1987 został piłkarzem drużyny rezerwowej CSKA Moskwa. W 1988 zaproszony do Metalista Charków, ale szybko po tym przeniósł się do Desny Czernihów. Po dobrych występach w Nywie Tarnopol w 1994 został zauważony przez skautów Spartaka Moskwa. Potem bronił barw moskiewskich klubów CSKA i Dinamo. W 1999 przeniósł się do Sokoł Saratów, w którym w 2000 ukończył karierę piłkarską.

### Kariera reprezentacyjna
15 marca 1994 debiutował w reprezentacji Ukrainy w meczu towarzyskim z Izraelem, przegranym 0:1.

## Kariera trenerska
Po zakończeniu kariery zawodniczej w 2003 rozpoczął pracę na stanowisku asystenta trenera w klubie Sokoł Saratów. Potem pomagał szkolić bramkarzy w drużynie rezerwowej CSKA oraz w MWD Rossii Moskwa. W 2010 powrócił do pracy w Sokole Saratów

## Sukcesy i odznaczenia

### Sukcesy klubowe
- mistrz Rosji: 1994
- brązowy medalista Mistrzostw Rosji: 1995, 1997
- finalista Pucharu Rosji: 1999

### Sukcesy indywidualne
- bramkarz roku w Rosji: 1997
- członek Klubu 30 meczów na "0"